# Patay-kastély (Abaújszántó)
A Patay-kastély egy klasszicista stílusban épült, műemléki védettség alatt álló kastély Borsod-Abaúj-Zemplén vármegyében, Abaújszántó Cekeháza nevű városrészében. Az épületet a 19. század elején emelték, jelenleg kihasználatlanul áll, állapota folyamatosan romlik. A kastélyhoz majorsági épületek és egy ősfás park is tartozik, amelyben a Patay család kriptája található.

## Története
A birtok a 15. században a Czeke család tulajdonában állt, majd házasság révén a 17. század végén a báji Patay család birtokába került. A család a 18. században kezdte kiépíteni a cekeházi birtokot: először egy udvarházat emeltek, majd a 19. század elején, 1820 körül, megkezdték a jelenleg is látható kastély építését, Patay IV. Sámuel (1799–1868) irányításával. Az épület eredetileg korszerű falfűtési rendszerrel készült.
A második világháborút követően a kastélyt államosították, majd egy ideig kollégiumként, később a helyi termelőszövetkezet (TSZ) irodáiként és raktáraiként használták. A nagy igénybevétel és a karbantartás hiánya miatt az épület állapota rohamosan romlott, így 1982–1983-ban teljes tető- és födémcserére került sor.
A rendszerváltás után a kastély magánkézbe került, több tulajdonosváltás következett, azonban érdemi felújítás nem történt. 2003-ban Abaújszántó város önkormányzata visszavásárolta az épületet és tartozékait idegenforgalmi hasznosítás céljából, de mivel a kastély parkja továbbra is magántulajdonban maradt, a felújítási munkálatok nem kezdődhettek el. Az épület napjainkban üresen áll, állaga egyre romlik.

## Leírása

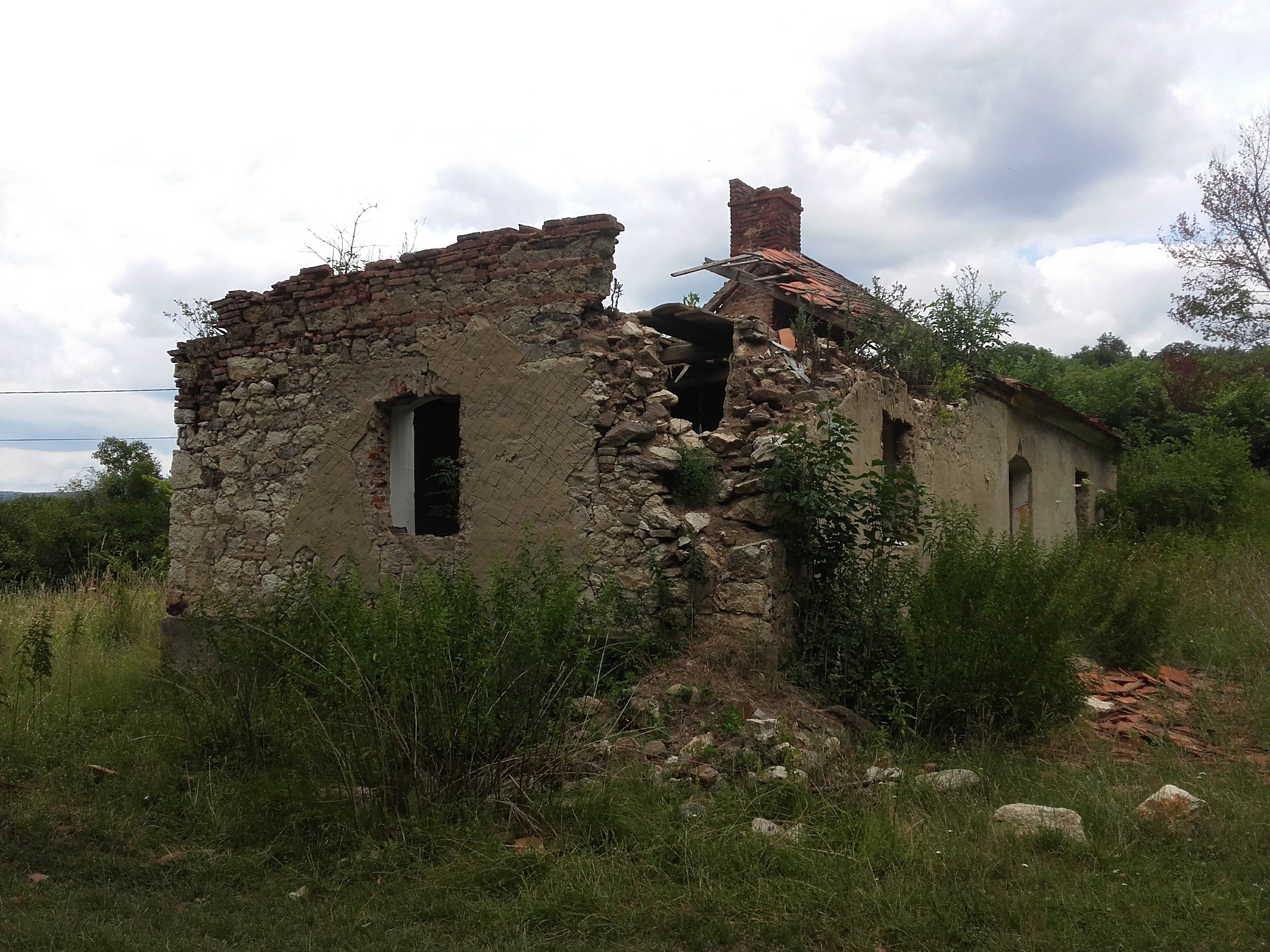
A majorsági épületek egy része igen romos állapotú

A Patay-kastély klasszicista stílusban, szimmetrikus elrendezéssel épült. Az épület nagyobb része földszintes, középső tömbje azonban egyemeletes. A nyeregtetős főépületet két oldalon timpanonok zárják le, a nyugati homlokzaton máig látható a Patay család címerpajzsa. A középső tömb előtt egy nagyméretű, két oldalról lépcsőkkel megközelíthető terasz helyezkedik el. Az épület jobb szárnya alatt pince található.
A kastélyhoz majorsági épületek is tartoztak, ezek közül több ma már erősen romos állapotban van. A birtokhoz ősfás park is kapcsolódik, amelyet részben megőriztek. A parkban található a Patay család sírboltja is.
Egy 2004-ben, Nagy Veronika és Szőke Balázs által készített tanulmány feltárta, hogy a kastély eredeti kéményei oldalsó füstnyílásúak voltak, egy olyan megoldás, amely ma már szinte kizárólag az északkelet-magyarországi Háromhuta környékén figyelhető meg.